# Kandahar (prowincja)
Kandahar (per: قندهار, pasztuński: کندھار) – jest największą spośród 34 afgańskich prowincji. Położona w południowej części kraju, ze stolicą w Kandaharze między granicą zachodnią z Pakistanem aż po rzekę Helmand na wschodzie. Ludność prowincji w 2021 roku wynosiła około 1,43 mln mieszkańców, z tego 300 tys. zamieszkuje w stolicy prowincji. Obok Peszawaru, Kandahar jest głównym miastem Pasztunów.

## Powiaty

Prowincja Kandahar – powiaty

Prowincja składa się z 16 powiatów:
- Arghandab
- Arghistan
- Daman
- Ghorak
- Kandahar (stolica prowincji)
- Khakrez
- Maruf
- Maywand
- Panjwai
- Reg
- Shah Wali Kot
- Shorabak
- Spin Boldak
- Miyannasheen
- Zhari
- Naish